# Wolfgang von Heusenstamm

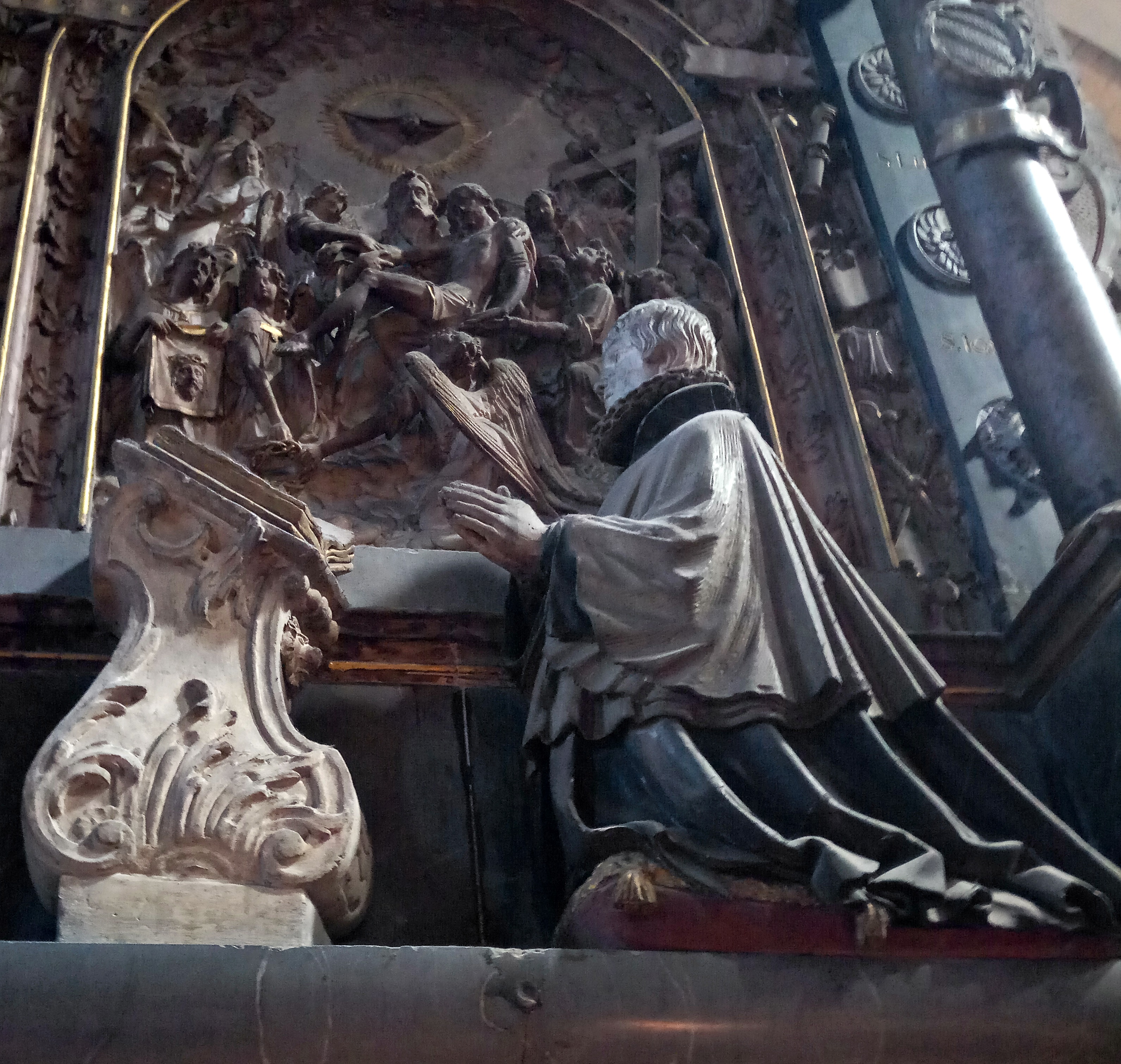
Wolfgang von Heusenstamm auf seinem Epitaph

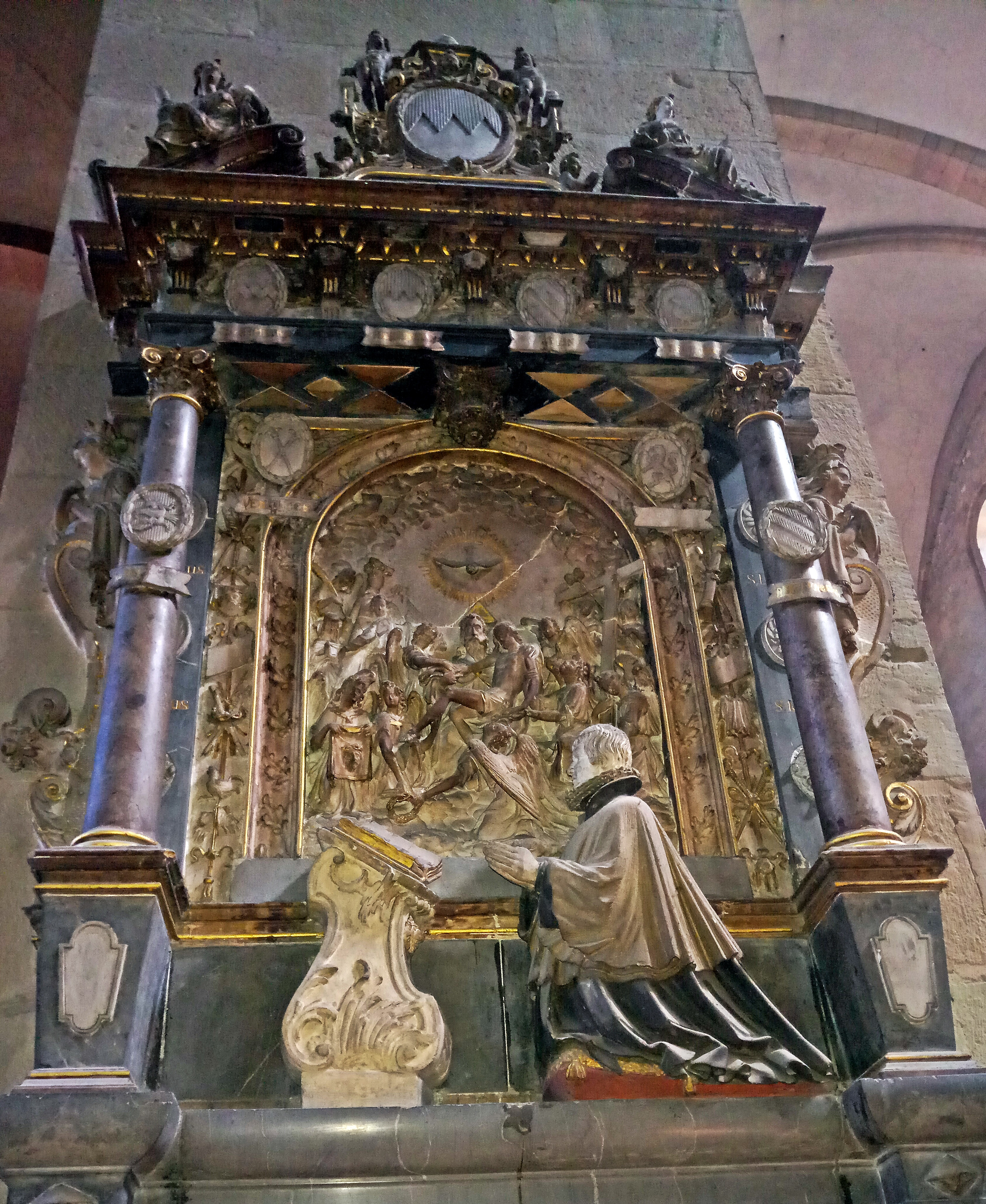
Epitaph im Mainzer Dom

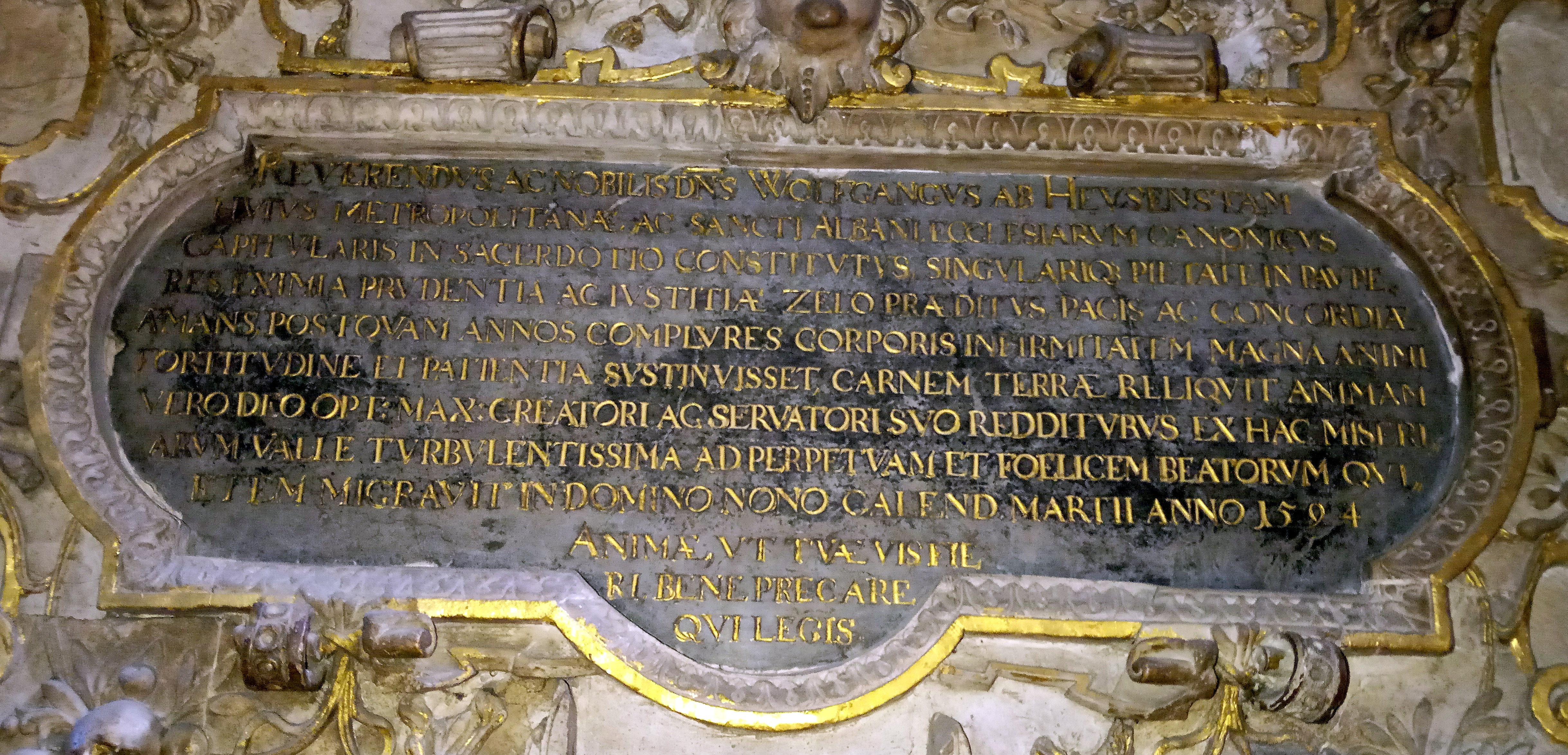
Epitaphinschrift

Wolfgang von Heusenstamm († 21. Februar 1594) war ein Geistlicher aus dem Adelsgeschlecht von Heusenstamm. 

## Herkunft
Er wurde geboren als Sohn des Martin II. von Heusenstamm († 1550) und seiner Gattin Anna von Hattstein. Der Vater, ein Bruder des Mainzer Erzbischofs und Kurfürsten Sebastian von Heusenstamm († 1555), amtierte als kurmainzer Amtmann von Steinheim, Höchst und Hofheim. 

## Leben
Wolfgang von Heusenstamm wurde Domkapitular in Mainz und Kapitular am Ritterstift St. Alban. Überdies fungierte er als Propst des Stiftes Mockstadt. Laut Rudolf von Siber war er „mit trefflichen Eigenschaften begabt“. 
Der Kleriker starb im Frühjahr 1594, man setzte ihn im Mainzer Dom bei. Hier erhielt er ein künstlerisch wertvolles Epitaph mit einem Basrelief aus Alabaster und seiner knienden Porträtfigur, die allerdings in der Franzosenzeit geschändet wurde. Die Revolutionäre schlugen den Kopf der Statue ab, im 19. Jahrhundert erfolgte eine Restaurierung.
Sein Bruder Georg von Heusenstamm hatte ab 1566 Domherrenpräbenden in Würzburg und Bamberg inne. Er starb in jungen Jahren, am 6. Dezember 1574, in Würzburg und wurde im Kapitelshaus beim Dom beigesetzt. In „Proben des hohen Teutschen Reichs Adels oder Sammlungen alter Denkmäler, Grabsteinen, Wappen, Inn- und Urschriften“ von Johann Octavian Salver (Würzburg, 1775, S. 472 u. 473) sind sein Grabstein und sein Stammbaum abgebildet.
Johann von Heusenstamm († 1598), ein weiterer Bruder, heiratete nach Österreich. Er begründete die dortige Familienlinie, die später als einzige erhalten blieb und in den Grafenstand aufstieg.